# マイクロ波工学

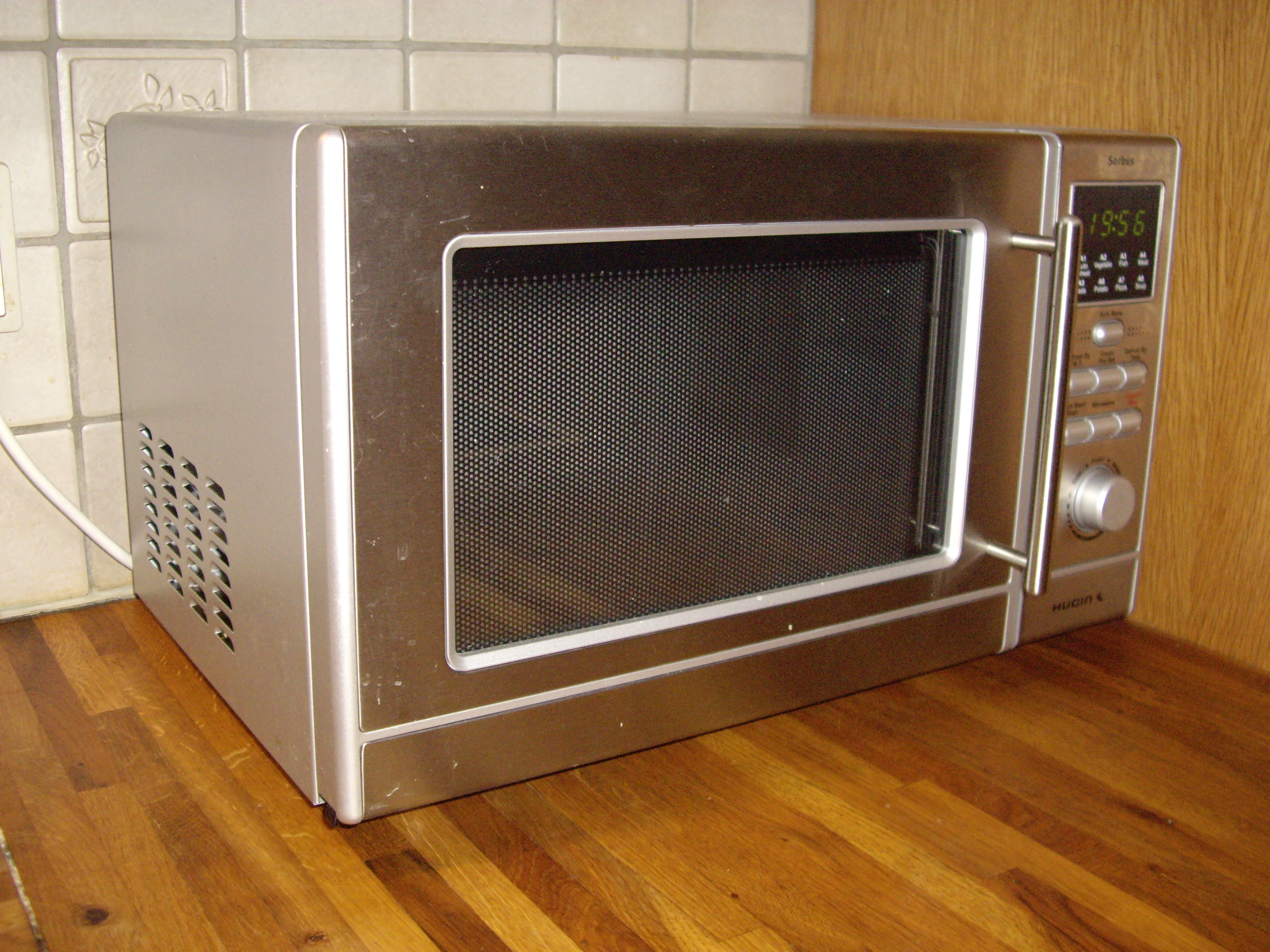
電子レンジ
家庭用のマイクロ波の使用例

マイクロ波工学（マイクロはこうがく、英：microwave engineering）とは、電子工学の一分野であり、電波工学のうちのマイクロ波領域に関することや、マイクロ波用電子管、マイクロ波用半導体素子、メーザーなどを扱う学問領域である。
マイクロ波通信やマイクロ波加熱などで必要になる学問領域である。マイクロ波工学の定義によっては、マイクロ波化学はマイクロ波工学の一分野ということになる。

## 沿革
第二次世界大戦中、マイクロ波工学は、敵国の船や飛行機を正確に探知するレーダーの開発に大きな役割を果たした。この学術領域の基礎は、マクスウェルの方程式、並びに、ハインリッヒ・ヘルツの研究成果、ウィリアム・トムソンの導波管理論、ジャガディッシュ・チャンドラ・ボースの研究成果、ラッセルとヴァリアン・ブロスのクライストロン、及びペリー・スペンサーの貢献などである。

## マイクロ波領域
マイクロ波とは、1ギガヘルツ以上300ギガヘルツ以下の電磁波を示す用語であり、波長が小さいことから、マイクロという用語が用いられている。短波長に伴う電磁波エネルギーは、多くの用途で明確な利点を与える。例えば、比較的小さなアンテナや低電力の送信機で十分な指向性を得ることができる。このような特性のため、軍事利用であっても民生利用であっても、マイクロ波はレーダーや通信の好適に用いられる。小型アンテナやその他の小型部品は、マイクロ波領域の周波数を用いることによって可能になる。小型サイズという利点は、スペース若しくは重量の問題、又は、その双方の問題に対する解決策となる。マイクロ波の利用は、より小さなターゲットの検出を可能にするため、船舶用レーダーの設計に重要な意義がある。マイクロ波は、伝送、発電、回路設計において、低周波にはない特別な問題がある。従来の回路理論が電圧と電流に基づいているのに対し、マイクロ波理論は電磁場に基づいている。